# Anton Codelli (politik)
Za barona Antona Codellija (1875-1954) glej Anton Codelli (izumitelj).
Anton baron Codelli pl. Fahnenfeld, v literaturi Anton I., kranjski plemič, pravnik, politik in zemljiški gospod, * 31. avgust 1753, Ljubljana, † 1832, Kamnik.

## Življenje in delo
Anton I. Codelli je bil rojen očetu Jožefu Antonu iz plemiške družine Codelli.  
Med letoma 1806 in 1809 je bil glavar v Gorici (danes Stara Gorica), v času Ilirskih provinc (od maja leta 1812 do oktobra 1813) pa župan Ljubljane. Nato je bil eno leto t. i. intendant Kranjske in med letoma 1814 in 1831 okrožni glavar v Postojni. Po bratu Avguštinu je leta 1811 dedoval družinsko posestvo na Kodeljevem.
- seznam plemiških rodbin na Slovenskem

1. 1 2  Smole, Majda (1982). Graščine na nekdanjem Kranjskem. Državna založba Slovenije. COBISS 13303041.